# Non andare via/Un poco di pioggia
Non andare via/Un poco di pioggia è il 13° 45 giri di Patty Pravo, pubblicato nel 1970 dalla casa discografica RCA.

## Accoglienza
Il singolo venne presentato al programma Canzonissima 1970 e il 23 dicembre 1970 entrò in classifica raggiungendo la 13° massima posizione ma non risulta fra i 100 singoli più venduti dello stesso anno.

## I brani

### Non andare via
Non andare via è una cover del brano Ne me quitte pas di Jacques Brel riadattata in italiano da Gino Paoli. L'arrangiamento è di Ruggeri Cini e la sua orchestra con I Cantori Moderni di Alessandroni. Col brano Patty Pravo partecipò a Canzonissima 1970, esibendosi il 21 novembre. Il brano fu incluso nell'album Bravo Pravo.

### Un poco di pioggia
Un poco di pioggia è stata scritta da Shel Shapiro e l'arrangiamento è di Paolo Ormi e la sua orchestra, con i 4+4 di Nora Orlandi. Il brano fu incluso nell'album Bravo Pravo e inciso anche in lingua francese per il mercato d'oltralpe, col titolo 	Nos Jours Gris Nos Jours Noirs.

## Tracce
Lato A
1. Non andare via - 4:46

Lato B
1. Un poco di pioggia - 3:27